# Лимонадената банда
Лимонадената банда (англ. Lemonade Mouth) е американски филм на Дисни въз основа на книгата на Марк Хюз Lemonade Mouth. Премиерата на филма в България е на 15 април 2011 по Дисни Ченъл.

## Сюжет
Пет ученика от Mesa High: Оливия, Мо, Чарли, Стела и Уен се запознават по време на наказанието си в училище след часовете и решават да създадат банда на име Лимонадената банда. Бандата бързо се сдобива с много фенове, но също така се появяват и противници – популярната рок банда Mudslide Crush, която възнамерява да спечели музикалния конкурс „Стани звезда“.

## Герои
- Бриджит Мендлър като Оливия Уайт
- Хейли Кийоко като Стела Ямада
- Адам Хикс като Уендъл „Уен“ Джифорд
- Наоми Скот като Мохини „Мо“ Банджари
- Блейк Майкъл като Чарлз „Чарли“ Делгадо
- Ник Роукс като Скот Пикет
- Кристофър Макдонълд като директор Бренинган

## Синхронен дублаж

### Озвучаващи артисти
| Роля              | Изпълнител           |
| ----------------- | -------------------- |
| Оливия            | Даниела Тенева       |
| Уен               | Владимир Зомбори     |
| Стела             | Деница Янакиева      |
| Мо                | Биляна Бозинарева    |
| Чарли             | Анислав Лазаров      |
| Г-ца Резник       | Цветослава Симеонова |
| Директор Бренигън | Георги Тодоров       |
| Скот              | Иван Велчев          |
| Рей               | Михаил Михайлов      |
| Томи              | Петър Бонев          |

### Други гласове
| Венцислава Асенова |
| Велизар Софранов   |
| Георги Стоянов     |
| Димитър Тодоров    |
| Елена Бойчева      |
| Златина Тасева     |
| Ивет Лазарова      |
| Мина Костова       |
| Мирослав Цветанов  |
| Надя Тошева        |
| Поликсена Костова  |
| Росен Русев        |
| Силвия Стоянова    |
| Симона Нанова      |
| Стефан Сърчаджиева |
| Христо Бонин       |
| Христо Димитров    |
| Деца:              |
| Антония Тасева     |
| Майкъл Зарков      |

### Екип
| Обработка                       | Александра Аудио                      |
| Продуцент на българската версия | Disney Character Voices International |
| ------------------------------- | ------------------------------------- |
| Режисьор на дублажа             | Георги Стоянов                        |
| Превод                          | Виолета Топалова                      |
| Тонрежисьор на записа           | Петър Костов                          |
| Творчески ръководител           | Венета Янкова                         |